# Eccidio di Soragna
L'eccidio di Soragna  (PR) fu la fucilazione da parte delle Brigate Nere di cinque partigiani delle Squadre di azione patriottica il 18 marzo 1945 a Soragna, per rappresaglia in seguito all'uccisione di un militare e il ferimento di altri tre.

## Fatti
Il 14 marzo 1945, un gruppo di partigiani della 38ª Brigata Garibaldi mise in atto un tentativo, senza raggiungere lo scopo prefissato, di catturare alcuni fascisti dei dintorni di Soragna, con l'intenzione di utilizzarli come "contropartita di scambio" per la liberazione di alcuni partigiani reclusi nelle carceri di Parma. Nello scontro un militare delle Brigate Nere venne ucciso e altri tre riportarono delle ferite.
Venne allora decisa una rappresaglia, su disposizione del Comando provinciale della XXVII Brigata Nera, da svolgersi a Soragna in viale Verdi, antistante il muro di cinta della rocca Meli Lupi.
Tra il 17 e il 18 marzo 1945 vennero prelevati cinque partigiani delle SAP, già reclusi nelle carceri di Parma, e tradotti nella località prestabilita per essere giustiziati mediante fucilazione.
Il parroco di Soragna don Bruno Binini, la mattina del 19 marzo, ne raccolse i corpi riconsegnandoli ai familiari, nonostante la proibizione tedesca che, col bando Kesselring, ne proibiva la rimozione per tre giorni e ne decretava l'esposizione pubblica come monito per la cittadinanza.

## Monumenti
Sul luogo dell'eccidio è stato eretto un memoriale in ricordo delle vittime. Sul muro contro il quale furono fucilati i martiri sono stati lasciati di proposito i fori di proiettile.

## Vittime
- Aldo Arbizzani (Nato a La Spezia, residente Parma, 42 anni, impiegato)
- Renato Cò (Nato a Torrile, residente a Colorno, 17 anni, contadino)
- Emilio Ferrari (Nato a Sorbolo, residente a Colorno, 18 anni, contadino)
- Ferdinando Rivara (Nato a Colorno, residente a Colorno, 18 anni, contadino)[5]
- Walter Silvestri (Nato a Sissa, residente a Colorno, 20 anni, contadino)